# Ana Belén Montes
Ana Belén Montes (Núremberg, Alemania Occidental, 28 de febrero de 1957) es una convicta estadounidense condenada por espionaje. Era la analista superior (senior analyst) sobre temas cubanos en la Agencia de Inteligencia de la Defensa de los Estados Unidos (Defense Intelligence Agency, DIA). El 21 de septiembre de 2001, fue arrestada y acusada del delito de “conspiración para cometer espionaje” a favor del gobierno cubano, después de que EE.UU descubriera la existencia de una cierta red cubana  secreta de espionaje. En octubre del mismo año, se declaró culpable y en 2002 fue condenada a 25 años de cárcel y 5 de libertad vigilada. El Gobierno de los Estados Unidos la considera responsable de la muerte de al menos uno de sus agentes en Centroamérica.
Ana Belén Montes superó varias pruebas del detector de mentiras durante su periodo de servicio y al caer bajo sospecha, sin ser detectada jamás, al igual que ha ocurrido con otros espías notorios como Aldrich Ames, Karl Koecher, o Leandro Aragoncillo.
Montes finalmente reconoció ser culpable del delito de espionaje, y en octubre de 2002 fue sentenciada a 25 años de prisión más cinco años adicionales de eventual libertad condicional bajo el régimen especial de probation. Finalmente fue liberada el día 6 de enero de 2023

## Primeros años y estudios
Ana Belén Montes nació en la entonces Alemania Occidental (RFA), donde su padre prestaba sus servicios como médico para el Ejército de los Estados Unidos. Su familia posteriormente se mudó a Topeka (capital del estado de Kansas) y posteriormente a Towson (Maryland), donde ella se graduó en la escuela secundaria (high school) de Loch Raven en 1975. En 1979 obtuvo en diploma en Relaciones Internacionales en la Universidad de Virginia y en 1988 obtuvo un máster en la Escuela de Estudios Internacionales Avanzados (School of Advanced International Studies) de la Universidad Johns Hopkins. Posteriormente fue revelado que su padre, de origen puertorriqueño, tenía posiciones fuertemente conservadoras y que éste solía tener una relación más bien tirante con su hija, quien - en parte debido a su juventud - era más susceptible a las ideas políticas más progresistas.
En septiembre de 1985, Montes dejó de desempeñar sus funciones en el Departamento de Justicia de los Estados Unidos para unirse a la Agencia de Inteligencia de la Defensa (DIA). Su primera asignación fue en la base de la Fuerza Aérea (AFB) de Bolling, en Washington D. C., donde trabajaba como instigadora especialista en tareas de inteligencia. En 1992 Montes fue seleccionada para el Exceptional Analyst Program de la DIA, y más tarde viajó a Cuba como oficial encubierta para estudiar el funcionamiento de las Fuerzas Armadas Revolucionarias de Cuba. Los fiscales federales encargados de su acusación posteriormente alegarían que ella ya había comenzado a  trabajar para Cuba poco tiempo después de haberse unido a la DIA en 1985.

## DIA
Montes, llamada la "reina de Cuba" por los miembros de la comunidad de inteligencia de EEUU, era la analista de inteligencia especializada en Cuba de más alta jerarquía dentro del escalafón de la DIA. Logró avanzar rápidamente a través de los rangos de dicha organización, en la que sus colegas la consideraban como una persona responsable y confiable, y no notaron en ella ninguna actitud extraña.

## Espionaje
En los documentos donde constan los cargos levantados contra Montes, los fiscales federales estadounidenses que la acusaron alegaron que: “Montes se comunicaba con el Servicio de Inteligencia Cubano a través de mensajes codificados y recibía instrucciones vía transmisiones cifradas de onda corta desde Cuba”. Además, Montes se comunicaba con sus superiores cubanos mediante mensajes numéricos codificados escritos en papeles, los que luego transmitía a éstos a través de teléfonos públicos ubicados en el área del propio Distrito de Columbia o en el vecino estado de Maryland. Los códigos que usaba solían incluir las frases “Recibí el mensaje” o “Peligro”. Los fiscales más tarde afirmaron que toda la información que transmitía estaba escrita en papel soluble al agua, lo que le permitía destruirlos fácilmente. 
Durante el transcurso de la investigación judicial que se inició contra ella, se determinó que Montes pasó una “considerable cantidad” de información clasificada al Gobierno de Cuba, incluyendo las identidades reales de cuatro espías, información que aparentemente contribuyó a la muerte de un soldado estadounidense de operaciones especiales en América Central.

## Arresto
Montes fue finalmente arrestada el 20 de septiembre de 2001 mientras se encontraba en su oficina por agentes del FBI. Los fiscales afirmaron que Montes había tenido acceso privado a información clasificada acerca de las Fuerzas Armadas de los Estados Unidos, relacionada con la entonces inminente invasión estadounidense de Afganistán en octubre de 2001 (poco después de los ataques terroristas del 11 de septiembre) de ese año, y naturalmente ellos no querían revelar esta información a enemigos potenciales.
En 2002, Montes se declaró culpable de los cargos que se habían levantado contra ella, los cuales le podrían haber valido la pena de muerte, pero finalmente fue sentenciada a 25 años de prisión en octubre de ese año, luego de haber llegado a un acuerdo con la fiscalía al respecto de especificar qué tipo de información había efectivamente pasado a los servicios de inteligencia cubanos.
Según su abogado defensor, Plato Cacheris, Montes cometió actos de espionaje debido a razones morales, como que “ella sentía que los cubanos eran tratados injustamente por el Gobierno de los Estados Unidos”.

## Vida en prisión

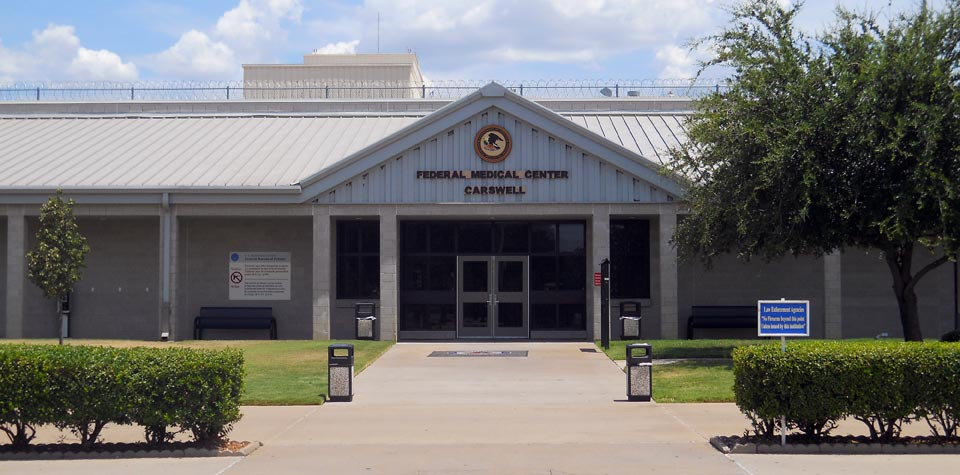
Centro Médico Federal, Carswell, donde cumple condena Ana Belén Montes.

Actualmente Ana Belén Montes se encuentra encarcelada en la prisión Centro Médico Federal, Carswell en Fort Worth. Según consta en el listado elaborado por el Oficina Federal de Prisiones de los Estados Unidos, las instalaciones de ésta -ubicada en el extremo nororiental de la base aeronaval (y conjunta de reservistas) de esa ciudad tejana - proveen servicios médicos y de salud mental a delincuentes de sexo femenino. El número de prisionera de Montes dentro del FMC es 25037-016. Su fecha tentativa de liberación era el 1 de julio de 2023, ya que no existe la libertad condicional en el sistema penitenciario federal de los Estados Unidos.

## Liberación
La Oficina Federal de Prisiones (FBP) confirmó que Ana Belén Montes fue liberada el día 6 de enero de 2023 del Carswell Federal Medical Center, en Fort Worth, Texas, con dos días de anticipación a la fecha fijada, luego de cumplir 22 de su sentencia de 25 años de cárcel. Montes, que cumplió 66 años el 28 de febrero, salió del lugar escoltada por un alguacil federal y tomó un avión con destino no especificado. Posteriormente se supo que se encuentra radicada en su nativo Puerto Rico, donde su abogada dijo llevará "una vida privada". Entre sus penas accesorias permanecerá bajo supervisión durante cinco años, se controlará su uso de Internet, tiene prohibido trabajar para el gobierno o ponerse en contacto con agentes extranjeros sin permiso.

## Alegatos específicos
En 2007, el agente de funcionario de contrainteligencia de la DIA Scott W. Carmichael alegó que fue Ana Belén Montes quien alertó a los agentes cubanos de inteligencia acerca de un campamento clandestino del Ejército estadounidense en El Salvador, durante la guerra civil que asoló a esa nación centroamericana durante la década de 1980. Carmichael afirmó que Montes sabía acerca de la existencia de ese campamento de las Fuerzas Especiales, justamente porque ella lo había visitado tan solo unas semanas antes de haber sido atacado por las guerrilleros izquierdistas del Frente Farabundo Martí para la Liberación Nacional (FMLN). Carmichael, quien encabezó la investigación de la DIA sobre Montes, la acusó de ser directamente responsable por la muerte del sargento boina verde Gregory A. Fronius, quien resultó muerto el 31 de marzo de 1987 en la localidad salvadoreña de El Paraíso (en el departamento de Chalatenango), durante un ataque del FMLN.
Carmichael caracterizó el daño causado por Montes a la DIA y a otras agencias de inteligencia estadounidenses como “excepcionalmente grave” y afirmó que ella comprometió un “programa de acceso especial” al cual él mismo no tenía acceso, a pesar de que era el principal investigador del caso de espionaje de Montes. También alegó que muchos dentro de la comunidad estadounidense de inteligencia creían que la infiltración de la DIA por parte de Montes no era la excepción, sino más bien la regla, y que el servicio de inteligencia cubano tenía numerosos espías y agentes encubiertos o topos dentro de las agencias de inteligencia estadounidenses.
Por su parte, en una entrevista con la cadena de noticias CBS News, que tuvo lugar el 6 de mayo de 2002, el antiguo subsecretario de Estado John Bolton afirmó que un informe oficial estadounidense de 1998, el cual había tenido una contribución importante de Montes, concluyó que Cuba no representaba una amenaza militar significativa para los Estados Unidos o para la región. Bolton agregó que, debido a las actividades de espionaje de Montes, no era posible excluir la posibilidad de que el entonces gobierno del presidente Bill Clinton haya podido soslayar la potencial amenaza que supuestamente representaba Cuba, debido a la entonces influencia de Montes en la DIA y la forma en la que preparaba sus “blandos” informes en esa agencia federal.

## En la cultura popular
El cantautor estadounidense David Rovics, interesado en temas relacionados con la política internacional, escribió una canción sobre Ana Belén Montes. Germán Piniella creó una versión en español para el cantautor cubano Vicente Feliú.